# Aughagower
Aughagower (Achadh Ghobhair en Irlandais) est un petit village dans le Connemara dans le comté de Mayo.